# Habkirchen
Habkirchen ist der kleinste Ort in der Gemeinde Mandelbachtal. Der Ort liegt im Saarland in der Bundesrepublik Deutschland.

## Geographie

### Lage
Habkirchen, Ortsteil der Gemeinde Mandelbachtal, liegt im südlichen Bliestal im Saarpfalz-Kreis im Saarland. Hier mündet der Mandelbach in die Blies. Die Gemarkung, stark hügelig, trägt landwirtschaftlichen Charakter.

### Klima
Das Klima ist atlantisch beeinflusst. Der durchschnittliche Jahresniederschlag beträgt 786 mm, die regenärmste Zeit liegt in den Frühjahrsmonaten. Die mittlere Jahrestemperatur beträgt 9 °C. Das langjährige Temperaturmittel sinkt selbst im Januar nicht unter 0 °C. Die vorherrschende Windrichtung ist West/Südwest. Das Bioklima ist reizmild bis reizschonend.

## Geschichte
Das bereits 819 urkundlich genannte Habkirchen besaß im Frühmittelalter mit einer Kirche, Königsgut und Grafensitz zentralörtliche Funktion. Der erstmals 1239 erwähnte Ort Mandelbach an der Einmündung des Mandelbachs in die Blies gehörte kirchlich zur Pfarrei Habkirchen, die Gemarkung wurde 1791 nach Habkirchen eingemeindet. 1525 war auch Habkirchen Schauplatz von Auseinandersetzungen während des Bauernaufstandes, in dem sich der „Billen Nikel“ besonders hervorgetan hat. Nach dem Dreißigjährigen Krieg lebten 1651 in Habkirchen nur noch zwei Einwohner, in Mandelbach drei Einwohner. Zur Pfarrei Habkirchen gehörten 1688 die Orte Habkirchen, Mandelbach, Bliesebersingen mit dem Wiesingerhof, Folpersweiler und Frauenberg.
Bis zur französischen Revolution gehörte Habkirchen zum kurtrierischen Amt Blieskastel. Im 19. Jahrhundert erfuhr Habkirchen einen großen Aufschwung, die Industrialisierung veränderte die Lebensumstände. Ein Großteil der Einwohner arbeitete nun in der Porzellanfabrik von Saargemünd und der Halbergerhütte in Brebach. Der Deutsch-Französische Krieg hatte keine einschneidenden Einwirkungen, wogegen im Ersten Weltkrieg 29 Personen fielen. Der Zweite Weltkrieg brachte wie in anderen Ortschaften des Gaus auch herbe Verluste mit sich, und zweimal musste die Bevölkerung während der Freimachung der Roten Zone den Ort verlassen. Im September 1939 wurde die uralte Anna-Kapelle zerstört und 1947 wieder aufgebaut. Im Winter 1944/45 lag der Ort in der Hauptkampfzone, der Besitz wechselte zweimal zwischen den Amerikanern und den Deutschen. Am Ende war kein Gebäude mehr ohne Schaden.
Am 1. Januar 1974 wurde Habkirchen in die neue Gemeinde Mandelbachtal eingegliedert.

### Beurkundungen
- Am 7. August 819 restituierte Kaiser Ludwig der Fromme dem Kloster Hornbach dessen Besitz bei der ecclesia, quae dicitur Apponis (Kirche, die Appos' genannt wird). Der Klosterbesitz war zu Zeiten seines Vaters Karl dem Kloster widerrechtlich entzogen worden.[2]

- Am 18. Dezember 833 bestätigte Kaiser Lothar I. dem Kloster Hornbach erneut denselben Besitz, der einst dem Kloster widerrechtlich entzogen worden war in loco qui dicitur ecclesia Abbonis (an dem Ort, der Kirche des Abbo genannt wird).[3]

- Am 28. Juni 888 schenkte König Arnulf dem Edlen Folkwin sechs Hufen nebst fünf Hörigen im Bliesgau, in villis que dicuntur … et Appenchiricha (in den Weilern, die … und Appenchiricha genannt werden).[4]

- Am 25. Mai 1046 schenkte König Heinrich III. dem Hochstift Metz Besitzungen in villa que dicitur sancti Arnualis … in comitatu Happinchiricha et in pago Rosselegouue (in dem Weiler, der Sankt Arnual genannt wird … in der Grafschaft Happinchiricha und im Gau Rosselgau).[5] Die Urkunde ist nur in später verfälschter Form überliefert.

- Neun Urkunden der Jahre 1290 bis 1327 behandeln das Patronatsrecht an der Pfarrkirche in Habkirchen.[6]

## Religion
Die Bevölkerung von Habkirchen ist größtenteils katholisch. Die Katholiken gehören zur Pfarrei Heiliger Jakobus der Ältere mit Sitz in Mandelbachtal. In dieser 2016 neu gegründeten, großen Kirchengemeinde ging die frühere Pfarrei St. Martin Habkirchen auf. Sie ist dem Dekanat Saarpfalz zugeordnet, das wiederum Teil des Bistums Speyer ist.
Die evangelischen Christen gehören zur protestantischen Kirchengemeinde Ensheim-Eschringen-Mandelbachtal, die auch über eine Kirche in Ormesheim verfügt, in der mindestens einmal im Monat Gottesdienste stattfinden.

## Politik

### Ortsrat
Sitzverteilung im Ortsrat (ab 2024):
- CDU: 3 Sitze
- SPD: 3 Sitze
- FWG: 3 Sitze

### Ortsvorsteher
- 1984–1989: Dieter Starck (CDU)
- 1994–1999: Manfred Nagel (Freie Wählergruppe)
- 1999–2004: Karl Welsch (SPD)
- 2004–2008: Clemens Schindler (CDU)
- 2008–2019: Wieland Eckardt (CDU)
- 2019–2024: Michael Flieger (FWG)[9]
- 2024–heute: Andreas Hemminger (CDU)

## Kultur und Sehenswürdigkeiten

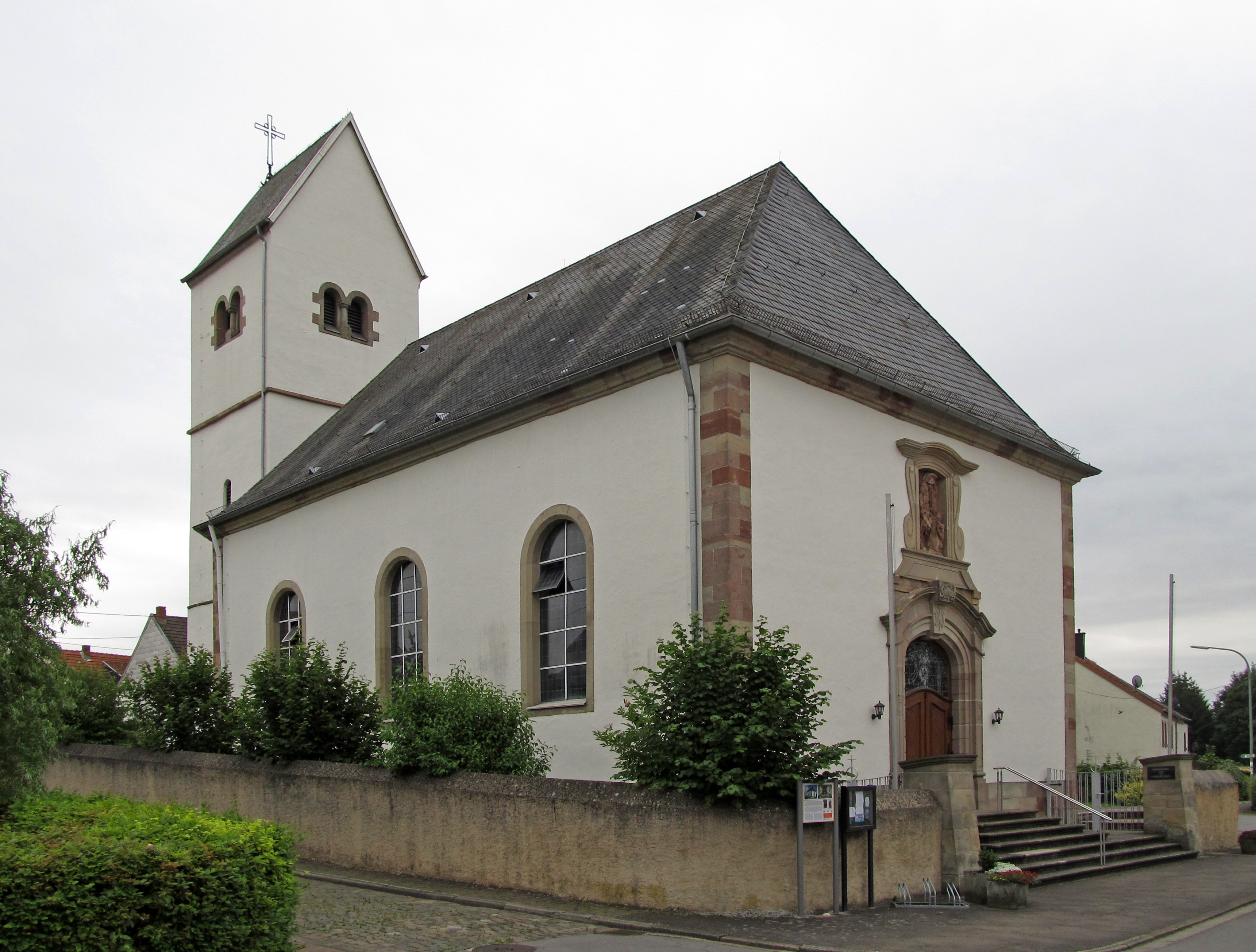
Pfarrkirche St. Martin
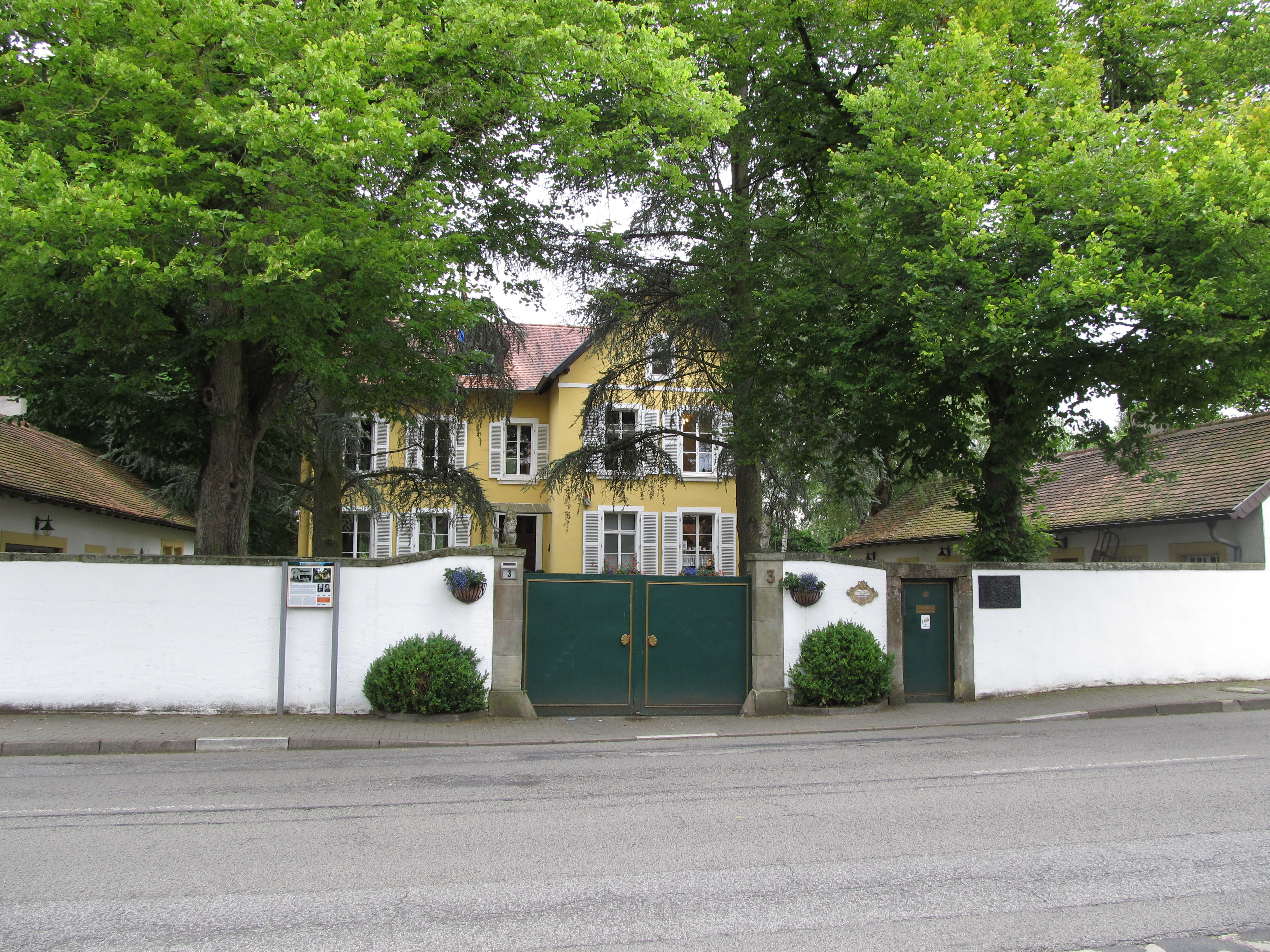
Sommersitz Leon Jaunez
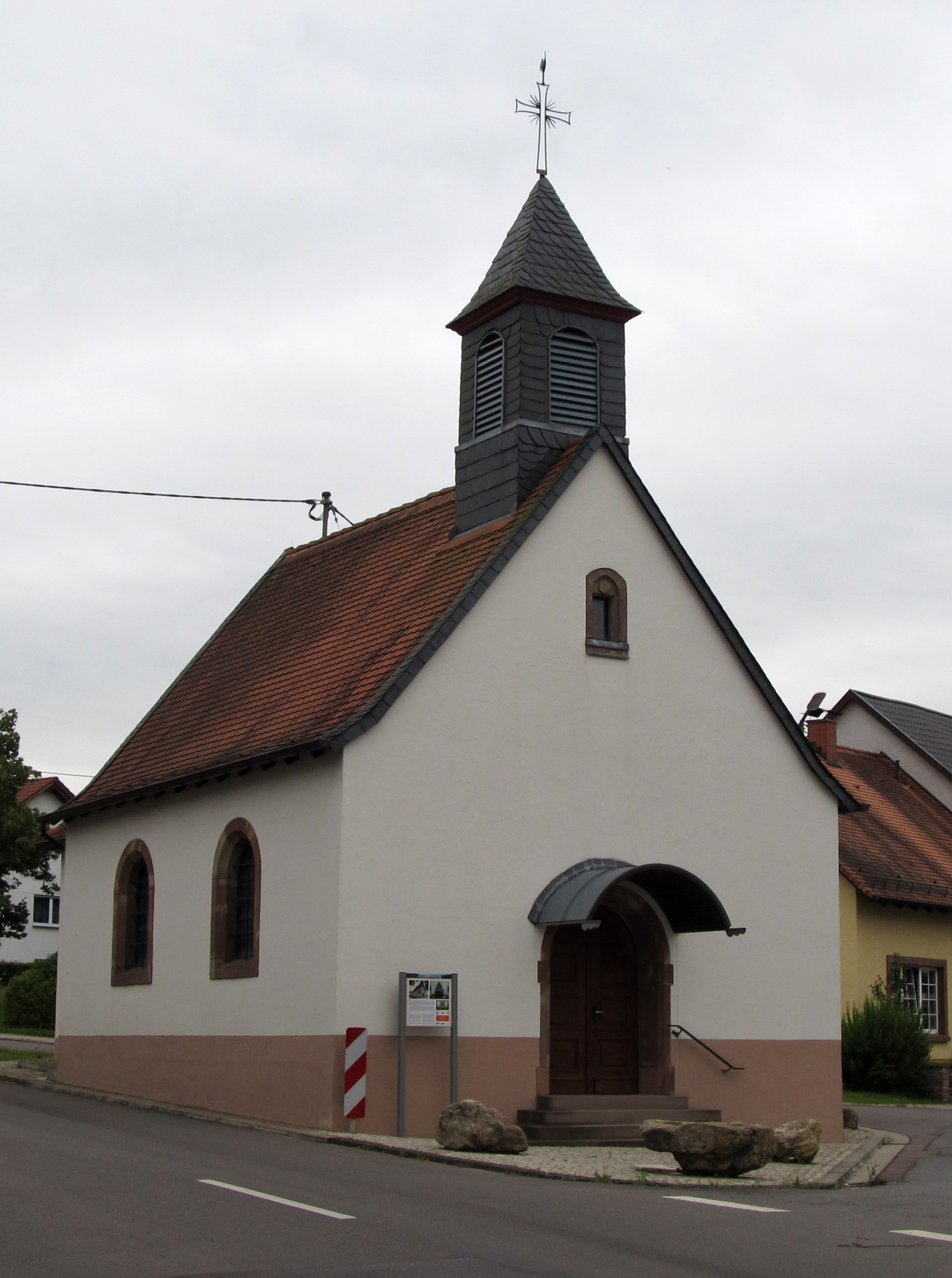
Annakapelle
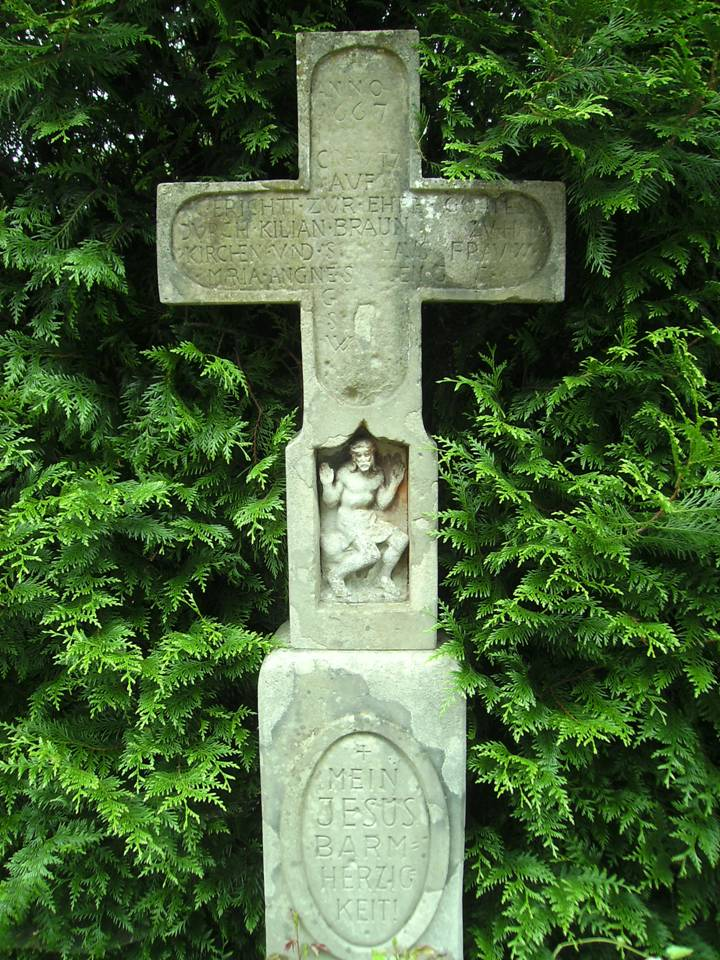
Wegekreuz von 1664

Sehenswert ist die katholische Pfarrkirche St. Martin von 1768, mit romanischem Turm aus dem 12. Jahrhundert. In der Zweibrücker Straße befindet sich auch der mit einer hohen Mauer umgebene Sommersitz von Leon Jaunez (Saargemünd) aus dem Jahr 1879. An der Hauptstraße befindet sich ein Kreuz, vermutlich das einzig erhaltene Kreuz des einstigen Kreuzweges des Klosters Gräfinthal von 1664. Mitten im Ort steht die katholische Annakapelle, die nach ihrer völligen Zerstörung im Zweiten Weltkrieg 1949/50 in alter Form wieder aufgebaut wurde.
Sehenswert ist ebenfalls die Burgruine im benachbarten französischen Frauenberg.
Von den Anhöhen zwischen Bebelsheim und Habkirchen hat man einen sehr guten Blick ins Mandelbachtal.
Weitere Sehenswürdigkeiten in der Umgebung sind das Kulturlandschaftszentrum  Haus Lochfeld (Gemarkung Wittersheim), der Optische Telegraf (Gemarkung Bebelsheim), Wallfahrtsort und Naturbühne Gräfinthal (Gemarkung Bliesmengen-Bolchen), das Haus der Dorfgeschichte in Bliesmengen-Bolchen und der Europäische Kulturpark Bliesbruck-Reinheim.

### Museen

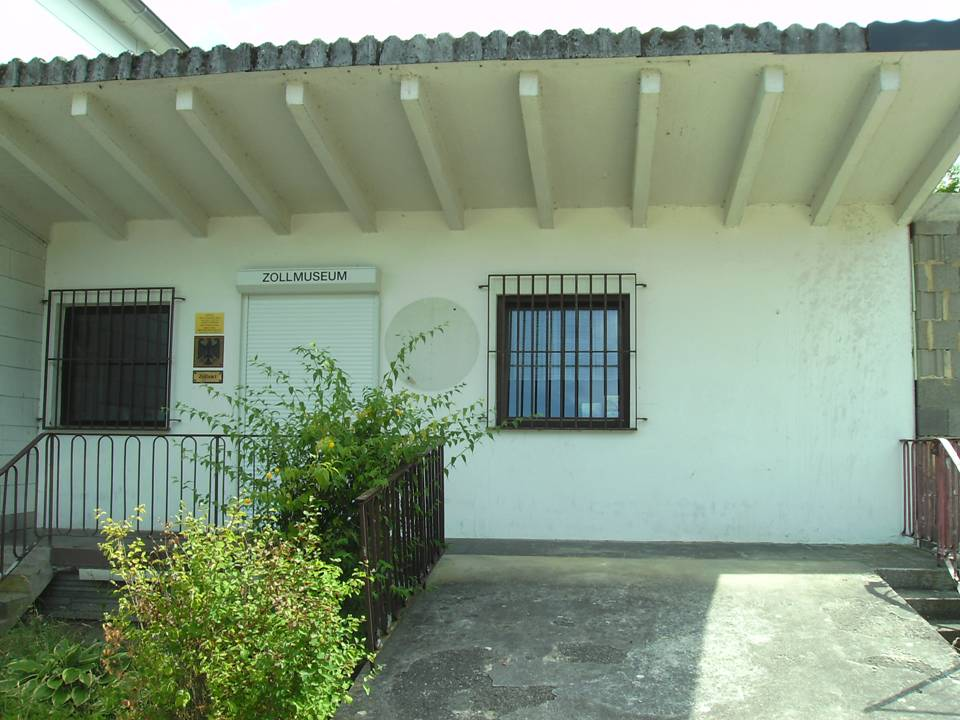
Zollmuseum Habkirchen

An der Freundschaftsbrücke befindet sich das Zollmuseum Habkirchen, das auf einer Fläche von ca. 90 m² die Geschichte der Grenze und des damit verbundenen Zolls zwischen Habkirchen auf deutscher Seite und dem benachbarten Frauenberg auf französischer Seite dokumentiert.

### Fußball
In Habkirchen gab es eine einzigartige Form der Zusammenarbeit des Fußballvereins FC Habkirchen mit dem Fußballclub des benachbarten französischen Frauenberg. 2004 wurde gemeinsam die erste grenzüberschreitende Spielgemeinschaft (SG) eines saarländischen und eines lothringischen Fußballvereins gegründet. Die erste Mannschaft der SG spielte in der deutschen Landesliga, trug aber mit Sondergenehmigung des Saarländischen Fußballverbandes ihre Heimspiele auf dem Rasenplatz des französischen Partnervereins aus. Die deutsch-französische Kooperation FC Habkirchen-Frauenberg ruhte ab der Saison 2013/2014 und es wurde keine aktive Mannschaft gemeldet. Der FC Habkirchen-Frauenberg verschwand damit trotz Klassenverbleib aus der Landesliga Ost und aus dem saarländischen Fußball.

### Regelmäßige Veranstaltungen
- Deutsch-Französisches Brückenfest (alle zwei Jahre an der Freundschaftsbrücke, zuletzt 2023)
- Kerb (Kirchweihfest) am zweiten Wochenende im November
- Kapellenfest (jährlich zur Finanzierung der Renovierung der Kapelle)
- Deutsch-Französischer Ostermarkt an Palmsonntag

## Wirtschaft und Infrastruktur

### Öffentliche Einrichtungen
Es gibt einen Kindergarten, ein Dorfgemeinschaftshaus, einen Friedhof mit Einsegnungshalle, die Katholische Kirche St. Martin, das Feuerwehrhaus und die Annakapelle.

### Verkehr
Die Anbindung erfolgt über die Bundesstraße 423.

## Vereine und Verbände
Zu den Vereinen in Habkirchen zählen der Förderverein der Freiwilligen Feuerwehr Habkirchen e. V., Kolping, der Heimat- und Geschichtsverein Mandelbach-Habkirchen, der Angelsportverein, der Obst und Gartenbauverein, die Tischtennisfreunde Habkirchen (TTF) und der Jugendclub.

## Persönlichkeiten
- Johannes Groh (1786–1857), katholischer Priester, Seminarregens und  Domkapitular in der Diözese Speyer; 1814–1823 Pfarrer von Habkirchen